# Kashmir: Symphonic Led Zeppelin
Kashmir: Symphonic Led Zeppelin — инструментальный альбом, выпущенный 21 октября 1997 года на лейбле Point Music (PolyGram). Представляет собой симфоническую интерпретацию песен Led Zeppelin, аранжированных Джезом Коулманом и исполненных Лондонским филармоническим оркестром под управлением Питера Скоулза. В репертуаре альбома — семь каверов и два оригинальных инструментальных трека («Dawn at the Great Pyramid» и «Kulu Valley (Ambient Remix)»).
Альбом не попал в основные чарты «Billboard 200», однако согласно отчётам о продажах Point Music пользовался стабильным спросом в нишевом сегменте «Classical Crossover». По данным AllMusic, тираж составил порядка 50 000–70 000 копий по всему миру к концу 1998 года.

## История
Джез Коулмен впервые заявил о своих планах оркестровать рок-материал Led Zeppelin после успеха альбома Us and Them: Symphonic Pink Floyd (1995), возглавившего чарты Billboard в категории «Classical Crossover». Коулмен изучал классическую музыку более десяти лет и был описан дирижёром Клаусом Теннштедтом как «новый Малер».
Проект получил название в честь одной из самых знаменитых композиций Led Zeppelin — «Kashmir» (1975), отмеченной за сложную структуру и восточные мотивы. Первоначальная идея заключалась в том, чтобы объединить динамику рок-эпопеи с мощью симфонического оркестра и традиционных инструментов Ближнего Востока.

## Аранжировки и исполнение
Музыка была аранжирована Джезом Коулменом специально для Лондонского филармонического оркестра под управлением Питера Скуолза. В записи участвовали все секции оркестра: струнные, духовые, медные инструменты, а также перкуссия и арфы. Для некоторых треков были привлечены этнические солисты: в композиции «Kashmir» звучит «арабская» скрипка и каденция, подчёркивающая восточный колорит оригинала. Особое место занимает новый трек «Dawn at the Great Pyramid» — симфоническая прелюдия, вводящая в атмосферу альбома.
В 2007 году альбом был исполнен вживую с молодёжным оркестром в Кливленде (США).

## Запись и производство
Студийная сессия проходила летом 1997 в AIR Recording Studios, Nomis Studios, Olympic Studios и Townhouse Studios в Лондоне. Продюсерами альбома выступили Джез Коулмен и Youth (Мартин Гловер), известный по работе с Killing Joke и The Verve. Сведение звука осуществлялось с учётом традиций как классического продвижения оркестровых записей, так и динамики рок-концертов.

## Список композиций
| №  | Название                       | Длительность |
| -- | ------------------------------ | ------------ |
| 1. | «Dawn at the Great Pyramid»    | 3:33         |
| 2. | «Kashmir»                      | 7:54         |
| 3. | «The Battle of Evermore»       | 8:10         |
| 4. | «Stairway to Heaven»           | 10:40        |
| 5. | «When the Levee Breaks»        | 7:15         |
| 6. | «Going to California»          | 10:24        |
| 7. | «Friends»                      | 5:40         |
| 8. | «All My Love»                  | 10:35        |
| 9. | «Kulu Valley (Эмбиент-ремикс)» | 7:42         |

## Критика
Альбом получил смешанные отзывы: его хвалили за масштаб и качество аранжировок, но частично критиковали за некоторую «отстранённость» оркестровой подачи и отсутствие «грубого» рок-импульса, свойственного Led Zeppelin. По мнению AllMusic, проект стал «неожиданным и воодушевляющим успехом» и заслуживает внимания как любителями рока, так и поклонниками классики. На Amazon в пользовательских отзывах отмечают «глубокое звучание» и «сохранение энергетики оригинала» при одновременной «воздушности» оркестровой фактуры.
В целом поклонники высоко оценили альбом за симфонические аранжировки, хотя он не достиг коммерческого успеха, сравнимого с другими проектами Коулмана, таких как Us and Them: Symphonic Pink Floyd.

## Влияние
Kashmir: Symphonic Led Zeppelin вдохновил ряд подобных проектов, включая оркестровые трибьюты Pink Floyd и The Doors (например, Riders on the Storm: The Doors Concerto, 1999).